# Wattweiler (Zweibrücken)
Wattweiler (im örtlichen Dialekt Wattwiller) ist der westlichste Stadtteil von Zweibrücken in Rheinland-Pfalz. Zu Wattweiler gehören der Mölschbacherhof und der Kettersberger Hof.

## Geographie
Wattweiler liegt in einem Seitental der Blies. Während die Talaue mit fetten Wiesen sich zur Viehzucht eignet, sind die Talhänge im unteren Teil sandig und wasserreich (Oberer Buntsandstein), zur Hochfläche hin mergelig (Unterer Muschelkalk) und zum Ackerbau geeignet. Im 19. und 20. Jahrhundert war das Gebiet als „Kirschenland“ bekannt.

## Geschichte
Auf Besiedlung in vorgeschichtlicher Zeit weisen Grabhügel. Der Ortsname auf „-weiler“ gehört zu einem Ortsnamentypus, der im Frühmittelalter häufig gewählt wurde. Die schriftliche Überlieferung setzt im 12. Jahrhundert ein. Ein Priester und ein vornehmer Mann aus Wattweiler bezeugten 1180 die Bestätigungsurkunde des Klosters Wörschweiler. Wattweiler war somit bereits Sitz einer Pfarrei.
Nach der Edelsasser Chronik von Bernhart Hertzog soll die Schlacht von 1276, bei der Graf Heinrich II. von Zweibrücken den Herzog von Lothringen besiegte, auf der Wattweiler Höhe stattgefunden haben. Womöglich vermengt er dies mit dem Ort der Schlacht, die 1413 zwischen Pfalzgraf Stefan von Pfalz-Simmern-Zweibrücken und Graf Philipp I. von Nassau auf der Wattweiler Höhe stattfand. 1609 war Wattweiler Filiale von Mimbach. Nur die Familie des Hofmanns Johannes Klein auf dem Mölschbacher Hof überdauerte den Dreißigjährigen Krieg. Die alte Zehntscheuer ist erhalten, während der Torbogen der gotischen Kirche 1971 abgetragen wurde.
Eine Neubesiedlung erfolgte Ende des 17. Jahrhunderts. 1715 wurde im Wattweiler Tälchen eine Ziegelhütte gebaut; im 18. Jahrhundert entstand auch der Kettersberger Hof. Mit der Intensivierung der Landwirtschaft zu Ende des 18. Jahrhunderts wurden verstärkt Obstbäume, hier besonders Kirschen, angepflanzt. Arbeitsplätze in der Industrie entstanden seit der Mitte des 19. Jahrhunderts vor allem im nahen Zweibrücken.
Im 20. Jahrhundert wurden die Einwohner mit der zweimaligen Abtrennung des Saarlandes, wodurch am Wattweiler Ortsende eine Zollgrenze entstand, dem Bau des Westwalls ab 1936/37, der Evakuierung 1939/40 und erneut 1944/45, schließlich dem Durchzug der Hauptkampflinie 1945 konfrontiert. Der Mölschbacherhof wurde bis zum 15. Januar 1963, zumindest standesamtlich, als eigenständiges Dorf geführt.
Am 22. April 1972 wurde Wattweiler nach Zweibrücken eingemeindet.

## Politik

### Ortsbeirat
Für den Stadtteil Wattweiler wurde ein Ortsbezirk gebildet. Dem Ortsbeirat gehören elf Beiratsmitglieder an, den Vorsitz im Ortsbeirat führt der direkt gewählte Ortsvorsteher.
Für weitere Informationen zum Ortsbeirat siehe die Ergebnisse der Kommunalwahlen in Zweibrücken.

### Ortsvorsteher
Der Ortsvorsteher ist Thomas Körner (FWG). Er wurde bei der Direktwahl am 26. Mai 2019 mit einem Stimmenanteil von 72,24 % und am 9. Juni 2024 als einziger Bewerber mit 79,1 % jeweils für fünf Jahre wiedergewählt. Körner wurde erstmals am 24. September 2017 gewählt, nachdem sein Vorgänger Reinhard Kunze (CDU) zurückgetreten war.

## Wirtschaft und Verkehr
Nach dem Rückgang der Landwirtschaft verfügt Wattweiler nur über wenige Arbeitsplätze. Die Berufstätigen pendeln nach Zweibrücken und anderen Orten. Umgekehrt hat die attraktive Wohnlage zwischen 1950 und 2000 zu einer starken Neubebauung geführt.

## Freizeit und Tourismus
- Kulinarische Blütenwanderung durchs Wattweiler Kirschenland am 1. Mai[10]
- Wattweiler Kirchweih (Kerwe) am 1. Wochenende im Oktober